# Trenitalia
Trenitalia SpA és el principal operador ferroviari d'Itàlia. Trenitalia és propietat de Ferrovie dello Stato, la qual és propietat del govern italià. Va ser creada l'any 2000, després de la directiva de la Unió Europea sobre la liberalització del transport ferroviari. Ferrovie dello Stato va esdevenir una companyia hòlding la qual controla Trenitalia (trens), Rete Ferroviaria Italiana (infraestructura), etc.
Trenitalia és present a tot Itàlia (inclosos els serveis a les illes de Sardenya i Sicília i els ferris des de la Itàlia continental a les dues illes, els quals són operats per Rete Ferroviaria Italiana), també arriba a Àustria, Bèlgica, França, Alemanya, Hongria, Eslovènia, Espanya i Suïssa. La companyia opera els trens d'alta velocitat Eurostar Italia, la xarxa regional de ferrocarril i és soci de Cisalpino, la qual opera els trens entre Itàlia i Suïssa.

## Línies d'alta velocitat
L'any 2008 el tren d'alta velocitat es va fer present a Itàlia amb prop de 1000 km de noves vies amb capacitat per a suportar velocitats de més de 300 km/h.
L'any 2010 Trenitalia va fer una comanda de 50 nous trens d'alta velocitat. Els nous trens seran de les sèries ETR1000; faran 200 metres de longitud, seran unitats no articulades, amb tracció distribuïda i amb una velocitat màxima de 400 km/h, malgrat que la infraestructura permeti un màxim de 360 km/h. Mauro Moretti, l'executiu en cap de Ferrovie dello Stato, va considerar oferir serveis de llarg radi a altres països com França, Alemanya, Espanya i el Regne Unit. Els trens haurien d'entrar en servei el 2013.

## Serveis de passatgers internacionals
Actualment hi ha diversos tipus de trens internacionals a Itàlia els quals es comercialitzen per unitats separades. Aquestes estableixen els preus dels bitllets i els serveis estàndard, però no operen els trens.
- Artésia: Un 50% de la companyia és propietat de Trenitalia i l'altre 50% de SNCF, el principal operador ferroviari francès. La companyia comercialitza normalment els serveis del TGV des de París a Milà i els serveis nocturns normals d'EuroCity des de diferents ciutats italianes a París. Ambdós serveis, el diürn i el nocturn són operats per SNCF a França i per Trenitalia a Itàlia. Per als trens TGV, tot el personal del tren canvia a l'Estació de Modane (situada en territori francès). De nit també es realitza un canvi de locomotores.
- Elipsos: És una companyia 50% en propietat de SNCF i 50% en propietat de Renfe. Els trens són operats per Trenitalia a Itàlia. Els trens cobreixen el trajecte entre Milà i Barcelona amb trens de la Renfe. El personal d'abord pertany en la seva totalitat a Compagnie des Wagons Lits sota el nom d'Elipsos. El responsable del tren és de la Renfe al llarg de tot el trajecte però dos empleats de Trenitalia són presents durant el trajecte a Itàlia per raons de seguretat. La locomotora a Itàlia és propietat de Trenitalia i també se n'encarrega de la seva operació. A l'Estació de Modane (França) la locomotora és reemplaçada i s'utilitza una locomotora de la SNCF. Finalment, en arribar a la frontera espanyola una locomotora de la Renfe condueix el tren fins a Barcelona.
- TiLo: Un 50% de la companyia és propietat de Trenitalia i l'altre 50% de SBB-CFF-FFS, el principal operador ferroviari suís. La companyia opera els serveis regionals entre Itàlia i Suïssa. Tot el personal del tren canvia en arribar a la frontera i pot pertànyer a Trenitalia o a SBB-CFF-FFS.